# Marmorpalais

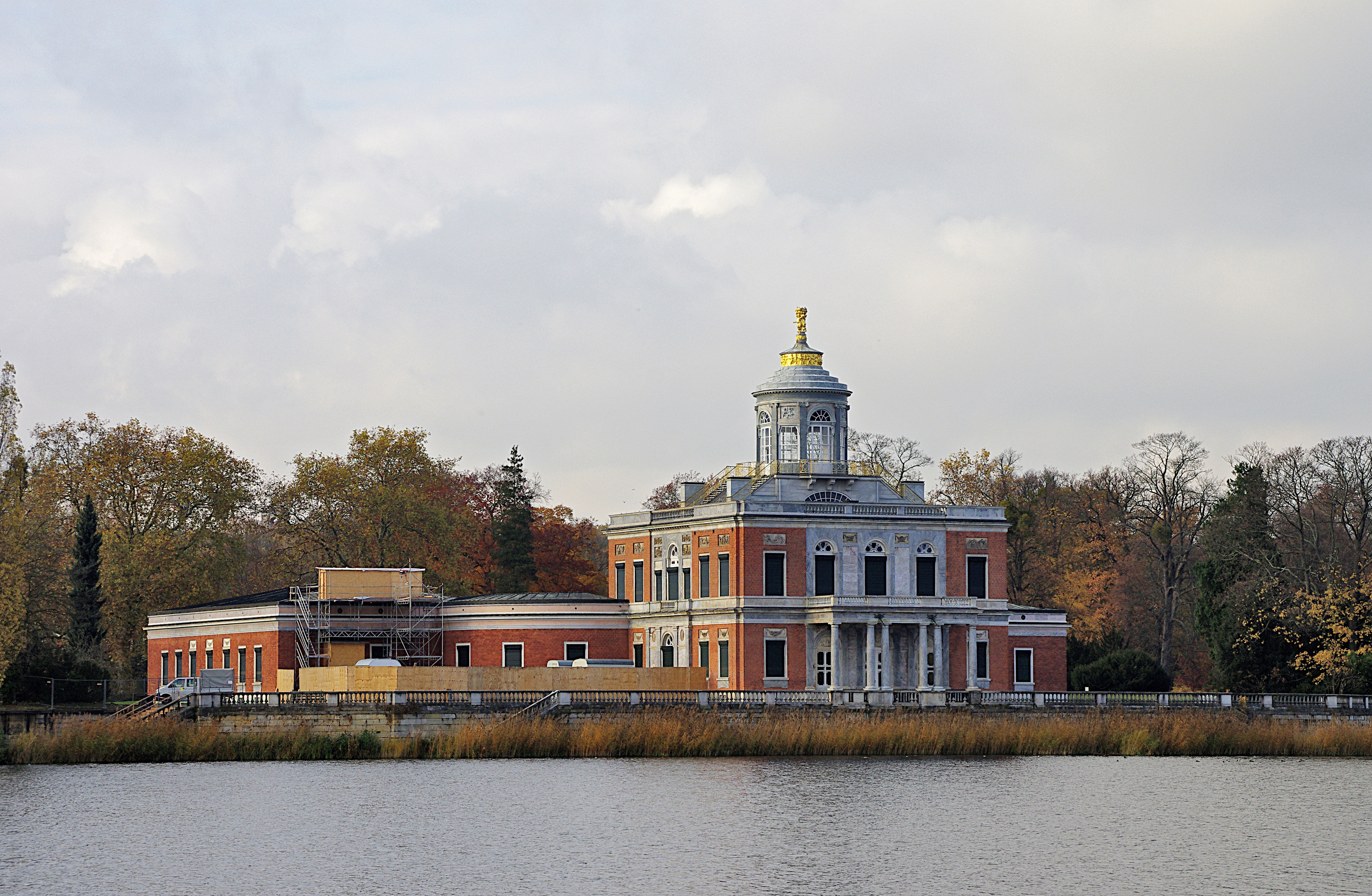
Marmorpalais in Potsdam

Das Marmorpalais ist ein Schloss im Neuen Garten in Potsdam. Es war das Sommerschloss König Friedrich Wilhelms II. von Preußen. Die Architekten Carl von Gontard, Carl Gotthard Langhans und Michael Philipp Boumann errichteten es im frühklassizistischen Stil in den Jahren 1787–1793 und 1797 in einem von Johann August Eyserbeck angelegten englischen Park dicht am Ufer des Heiligen Sees.

## Architektur und Nutzung

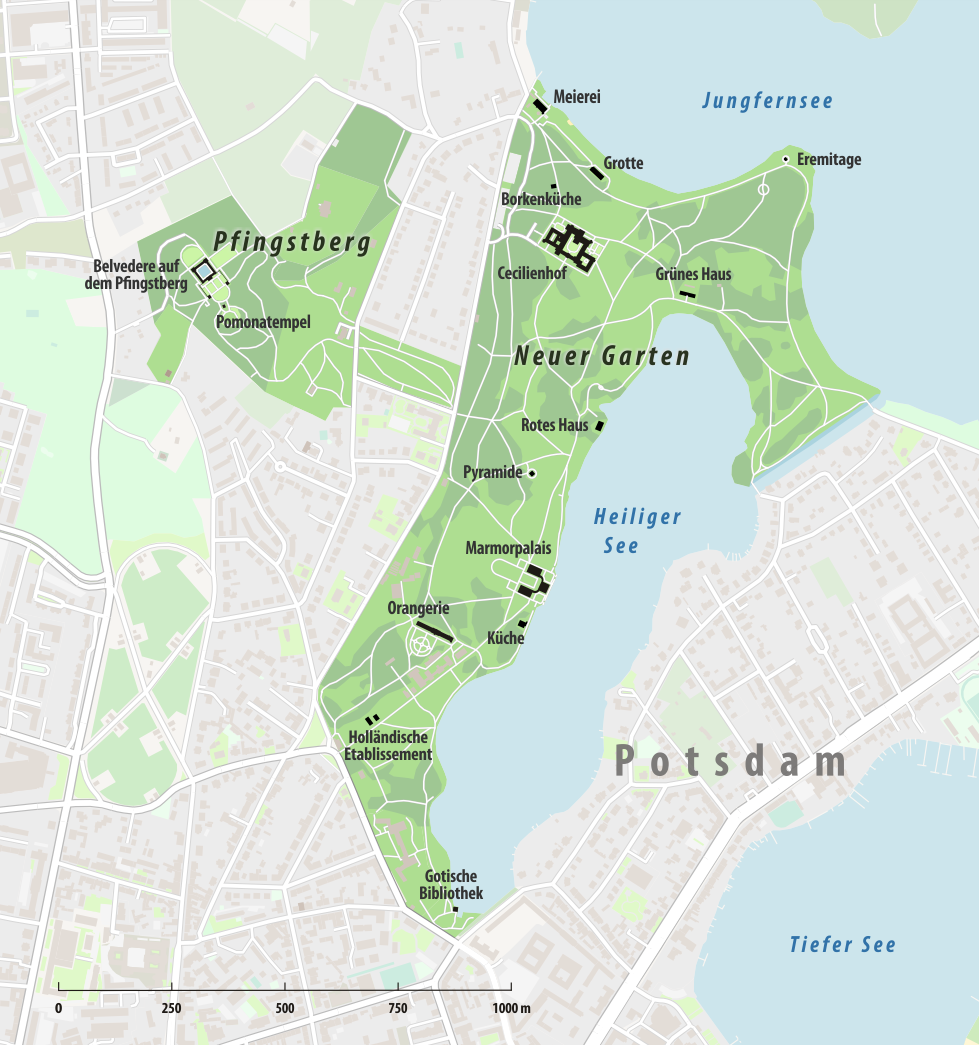
Das Marmorpalais liegt im Neuen Garten am Ufer des Heiligen Sees.

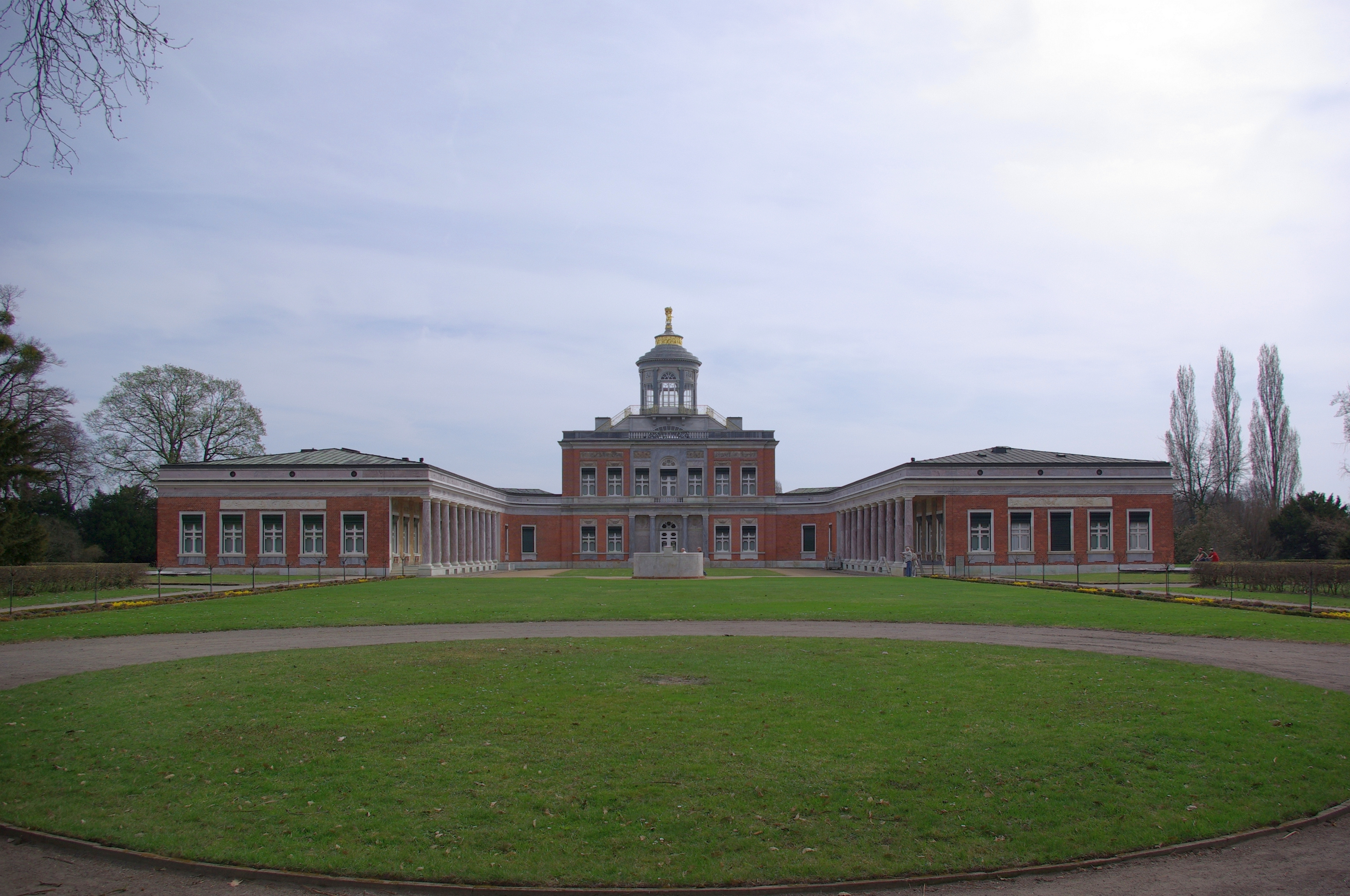
Das Marmorpalais vom Neuen Garten aus

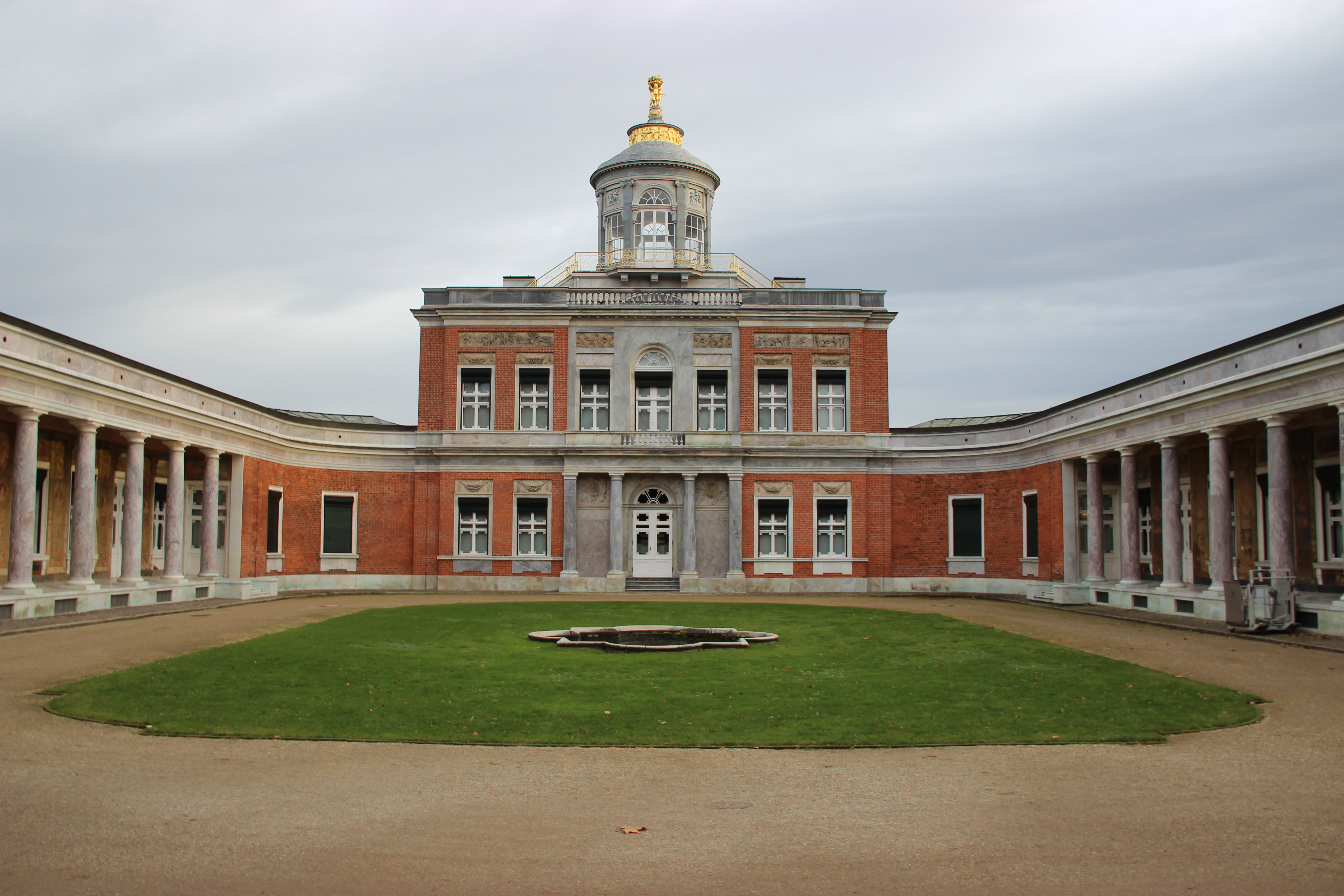
Die Säulen von Knobelsdorffs Marmorkolonnade aus Sanssouci im Innenhof

Das „neue Haus“ war dem Privatleben des musisch begabten Königs vorbehalten. Der Neffe und Nachfolger des kinderlos gebliebenen Friedrich des Großen distanzierte sich mit diesem Neubau räumlich und architektonisch von seinem wenig geliebten Onkel, der zeit seines Lebens die Formen eines Rokokos mit palladianischen Anklängen bevorzugte. Es ist zugleich aber die stilistische Fortführung eines Lustschlosses (vom Typus der barocken  Maison de plainsance) in das neue Zeitalter des Klassizismus hinein, ähnlich wie das etwas frühere Schloss Wörlitz.
Das aus rotem Backstein errichtete Marmorpalais ist ein zweigeschossiges Gebäude mit quadratischem Grundriss. Auf das flache Dach des kubischen Baukörpers wurde ein Rundtempel gesetzt, der der schönen Aussicht diente. Als Blickfang wurde unter anderem das Schloss auf der Pfaueninsel errichtet. Über Freitreppen mit Rundgang, die vom Dach aus betreten wurden, gelangte man in das Innere des Belvedere. Putten, die einen Früchtekorb tragen, bilden den bekrönenden Abschluss. Durch Schmuck- und Gliederungselemente aus grauem und weißem schlesischen Marmor an der Fassade erhielt das Marmorpalais seinen Namen.
Über eine große Terrasse an der Seeseite des Schlosses mit seitlichen Freitreppen, die bis zum Wasser reichen, gelangte die Hofgesellschaft zu den Bootsanlegestellen. Der König unternahm gern ausgedehnte Bootsfahrten, beispielsweise zum Schloss Charlottenburg in Berlin.
Unterhalb der Terrasse liegt am Seeufer die ehemalige Schlossküche im Stil einer Tempelruine. Der halb versunkene Tempel wurde 1788–1790 von Langhans gestaltet. Ein unterirdischer Gang verband sie mit dem im Erdgeschoss liegenden Grottensaal, der in den Sommermonaten als Speisesaal genutzt wurde.
Im Jahr 1797 wurde nach Plänen Boumanns mit dem Bau zweier eingeschossiger Seitenflügel begonnen, da dem König das Treppensteigen immer schwerer fiel. Die eingeschossigen, rechteckigen Erweiterungsbauten rechts und links der Vorderfront verband der Baumeister mit Galerien im Viertelkreis. Um Kosten für die Beschaffung schlesischen Marmors zu sparen, wurden nach einer Idee des Kämmerers Johann Friedrich Ritz die Säulen der Marmorkolonnade aus dem Park von Sanssouci abgetragen und für die neuen Säulengänge umgearbeitet. Die Marmorkolonnade hatte dort die Hauptallee geziert und war wiederholt baufällig geworden. Die Innengestaltung ging nach Inspirationen der Italienreise der Gräfin Wilhelmine von Lichtenau, der kunstsinnigen Lebensgefährtin des Königs, auf Aloys Hirt und Boumann zurück.
Friedrich Wilhelm II. starb nach wochenlangem schweren Leiden am 16. November 1797 im Marmorpalais. Die Anbauten befanden sich noch im Rohbau. Sein Sohn und Nachfolger Friedrich Wilhelm III., der seinen Vater nahezu verachtete, ließ lediglich den Außenbau fertigstellen.

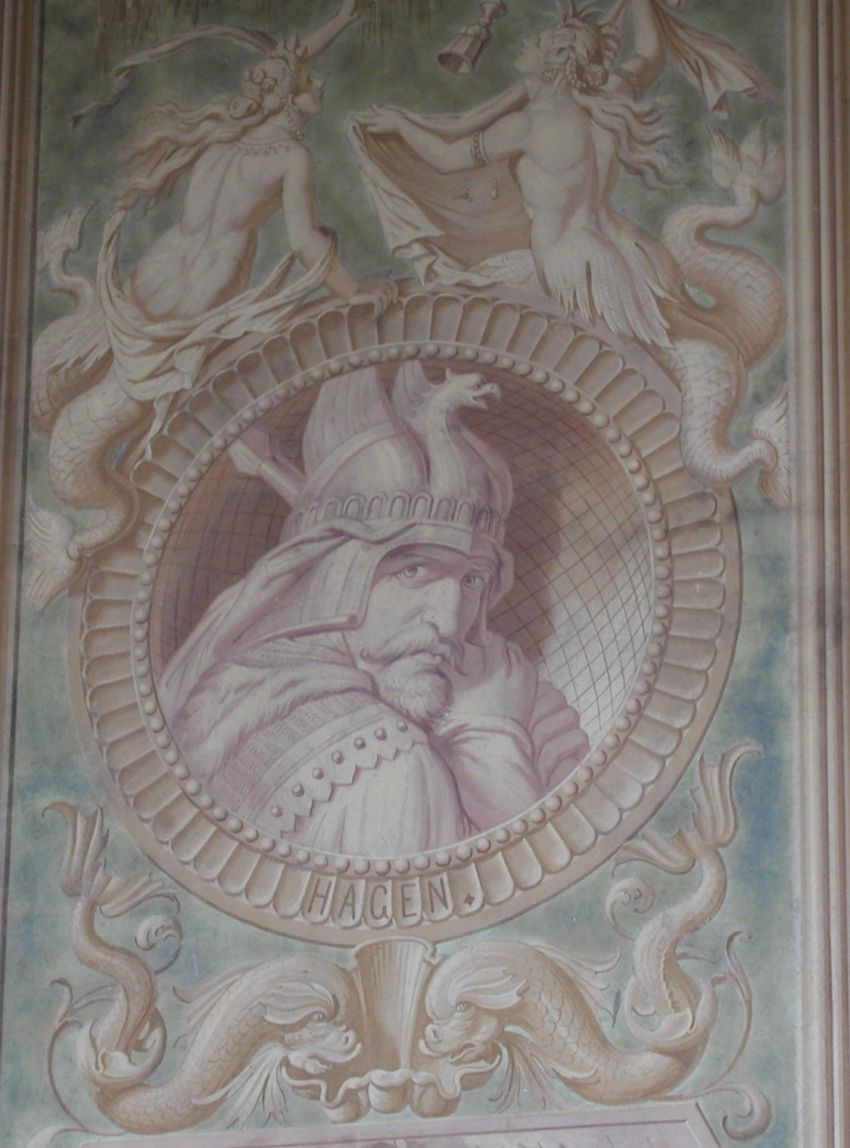
Hagen. Aus dem Nibelungenzyklus

Diesen Zustand fanden noch in den 1830er Jahren Prinz Wilhelm, der spätere Kaiser Wilhelm I., und seine Gemahlin Augusta vor, als sie für kurze Zeit bis zur Fertigstellung ihres Schlosses Babelsberg (1835–1849) das Marmorpalais bezogen. Sein Bruder, der „Romantiker auf dem Thron“, Friedrich Wilhelm IV., beauftragte den Architekten Ludwig Ferdinand Hesse, den Innenausbau der Seitenflügel zwischen 1843 und 1848 durchzuführen. Die äußeren Säulengänge wurden zum Abschluss der Arbeiten mit Fresken aus der Nibelungensage ausgemalt.
Die Seitenflügel des Schlosses wurden von den königlichen Sommergästen genutzt. Technische und sanitäre Erneuerungen erfuhr das Gebäude, als Prinz Wilhelm, der spätere Kaiser Wilhelm II., mit seiner Familie von 1881 bis zu seiner Thronbesteigung 1888 im Marmorpalais lebte. Im Jahr 1892 brachte Kaiserin Auguste Viktoria hier ihr siebtes Kind, Prinzessin Viktoria Luise, zur Welt. Die Kaiserin schrieb in ein Tagebuch unter dem 13. September 1892: „Der Herr schenkte uns nach 6 Söhnen als siebentes Kind ein kleines, sehr kräftiges Töchterchen. Es wurde in der Nacht vom Montag auf Dienstag um 3 1⁄2 Uhr im vielgeliebten Marmorpalais geboren.“

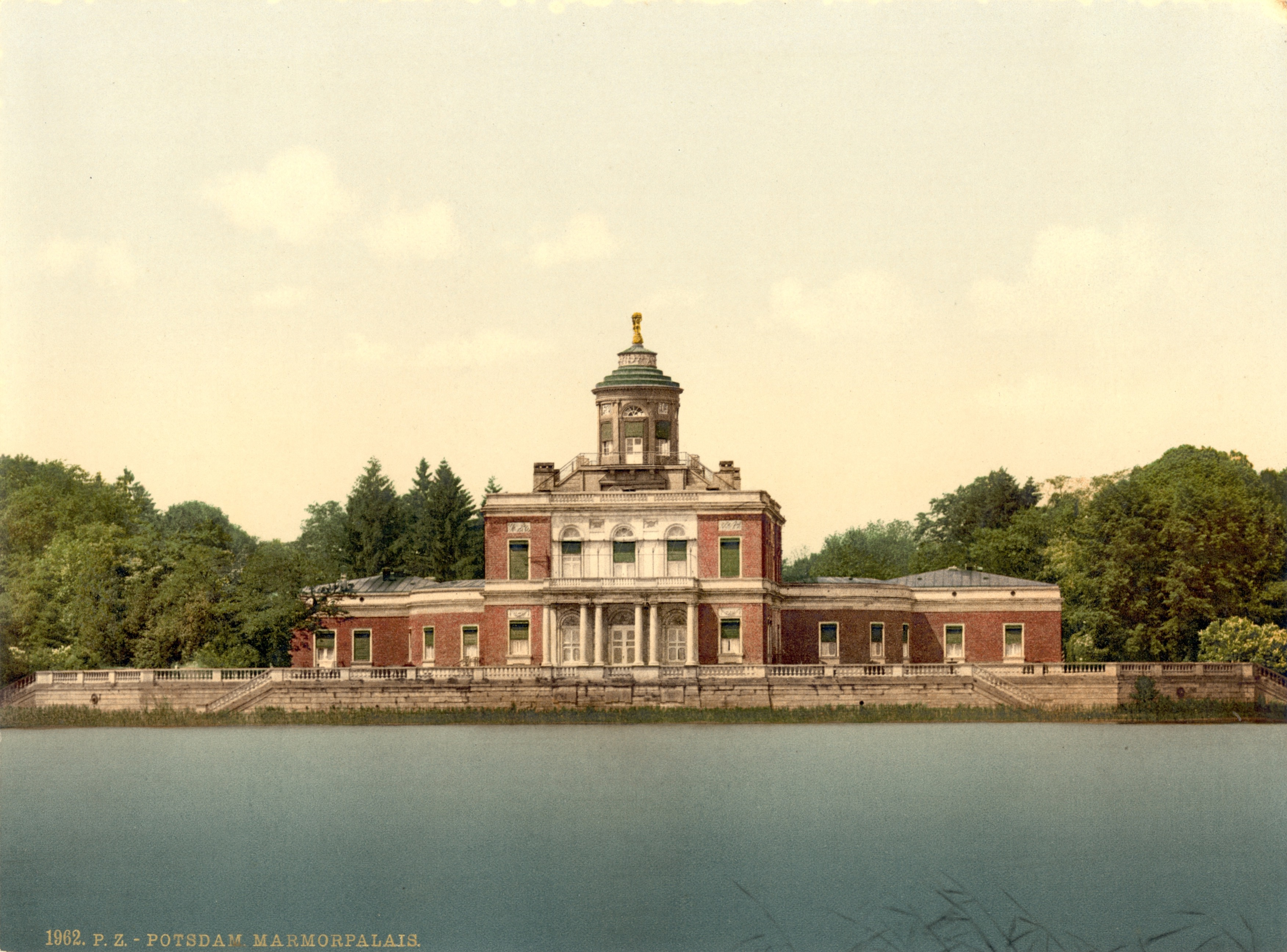
Marmorpalais in Potsdam um 1900

Als letzte Bewohner bezogen nach ihrer Heirat 1905 Kronprinz Wilhelm, der älteste Sohn Kaiser Wilhelms II., und Cecilie von Mecklenburg-Schwerin das Marmorpalais als Sommerresidenz. Das Haus war zuvor elektrifiziert worden. 1917 erfolgte der Umzug der Kronprinzenfamilie in das nahegelegene, für sie im Neuen Garten erbaute Schloss Cecilienhof.
Nach dem Ende des Ersten Weltkriegs und der Monarchie kam das Marmorpalais nach der Vermögensauseinandersetzung zwischen dem preußischen Staat und dem Haus Hohenzollern 1926 in die Obhut der preußischen Schlösserverwaltung und wurde im August 1932 als Schlossmuseum eröffnet.
Die wiederhergestellte Innenausstattung des 18. und 19. Jahrhunderts im Hauptgebäude und im Südflügel und die Originalpläne zum Neuen Garten und Potsdamer Ansichten im Nordflügel erlitten großen Schaden, als Ende des Zweiten Weltkriegs der Nordflügel von einer Brandbombe und der Hauptbau von einer Granate getroffen wurde. Weitere Verluste entstanden, als die Rote Armee nach 1946 das Schloss als Offizierkasino nutzte.

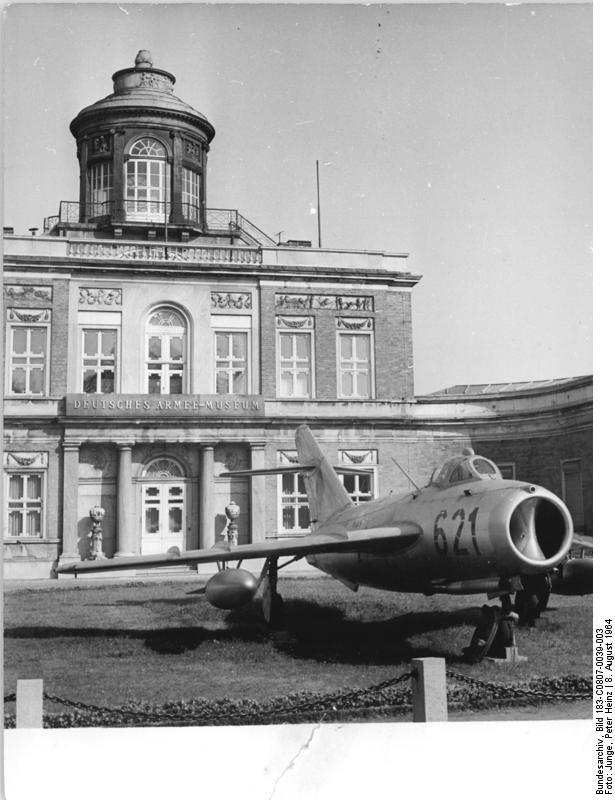
Ein Kampfflugzeug MiG-17 am Deutschen Armeemuseum, 1964

Im Jahr 1961 richtete die Nationale Volksarmee (NVA) in dem Gebäude das Deutsche Armeemuseum ein. Im Innern wurden historisches Kriegsgerät, Uniformen und Zeitdokumente ausgestellt, im Außenbereich Kanonen, eine Selbstfahrlafette SU-76, ein Panzer T-34, ein Schnellboot, ein MiG-17-Jagdflugzeug und eine Flugzeug-Abwehrrakete S-75 der NVA. Die Direktoren waren Erwin Bartz (1957–1961), Otto Schwab (1961–1963), Ernst Haberland (1963–1966) und Hans Bierschenk (1966–1971). Das Museum wurde 1972 als Deutsches Armeemuseum der DDR nach Dresden verlegt, Potsdam verblieb als Außenstelle. Die Waffen im Außenbereich wurden 1989 entfernt.
Die NVA plante seit 1984 eine grundlegende Instandsetzung, da das Gebäude immer mehr verfiel. Zur Ausführung kam dieser Plan 1988; er wurde im Spätherbst 1990 nach der Rückgabe an die Schlösserverwaltung von dieser fortgeführt. Seit dem 14. April 2006 sind alle 40 Innenräume restauriert und für die Öffentlichkeit zugänglich. Die Fassade wurde nach mehrjährigen Restaurierungsarbeiten im Herbst 2009 fertiggestellt, die Arbeiten an den Außenanlagen wurden im August 2018 abgeschlossen.

### Innenräume
Carl Gotthard Langhans bekam Anfang des Jahres 1790 den Auftrag zur Gestaltung der Innenräume. In der Auswahl der dekorativen Ausschmückung nahmen Marmorkamine und antike Skulpturen einen wichtigen Platz ein, die der Baumeister Friedrich Wilhelm von Erdmannsdorff für das Marmorpalais in Italien erworben hatte. Der sächsische Adlige, der sich bereits in Dessau-Wörlitz mit der Planung und Ausführung frühklassizistischer Bauwerke einen Namen gemacht hatte, war 1786 von Friedrich Wilhelm nach Potsdam berufen worden.
Im Erdgeschoss des Hauptgebäudes öffnet sich das Vestibül zum über die gesamte Höhe des Gebäudes reichenden Treppensaal. Der dahinter liegende Grottensaal wurde im Sommer als Speisezimmer genutzt. Der nach Osten zur Seeseite liegende Saal hatte durch seine schattige Lage und optisch durch die grau-blaue Marmorbekleidung ein angenehmes Raumklima für die Schlossbewohner. Flankiert wurde diese Mittelachse von den sechs Wohnräumen des Königs.

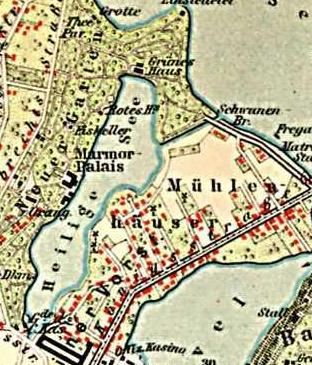
Kartenausschnitt Potsdam, um 1900

Im Obergeschoss gruppieren sich die Zimmer um die in der Mitte liegende Marmortreppe. Der größte Raum, der Konzertsaal, erstreckt sich über die gesamte Seeseite des Schlosses. Er wurde später in der Kaiserzeit als Salon genutzt. Die Ausstattung und dekorative Gestaltung der Zimmer und Säle entsprach dem Geschmack des Klassizismus. Lediglich das im Obergeschoss liegende orientalische Kabinett wurde von Langhans als türkisches Zeltzimmer mit einem Diwan eingerichtet.
Eng verbunden mit dem Marmorpalais ist die Liaison Friedrich Wilhelms II. mit Wilhelmine Enke (auch: Encke), im Volksmund „Die schöne Wilhelmine“ genannt. Die Mätresse des Königs, die 1796 zur Gräfin Lichtenau erhoben wurde, nahm erheblichen Einfluss auf die Innengestaltung des Schlosses. Für sie wurde am Neuen Garten, in der heutigen Behlertstraße in Potsdam, das Palais Lichtenau errichtet. Nach Plänen Michael Philipp Boumanns entstand 1796/1797 ein Bürgerhaus in frühklassizistischem Stil.

## Bilder

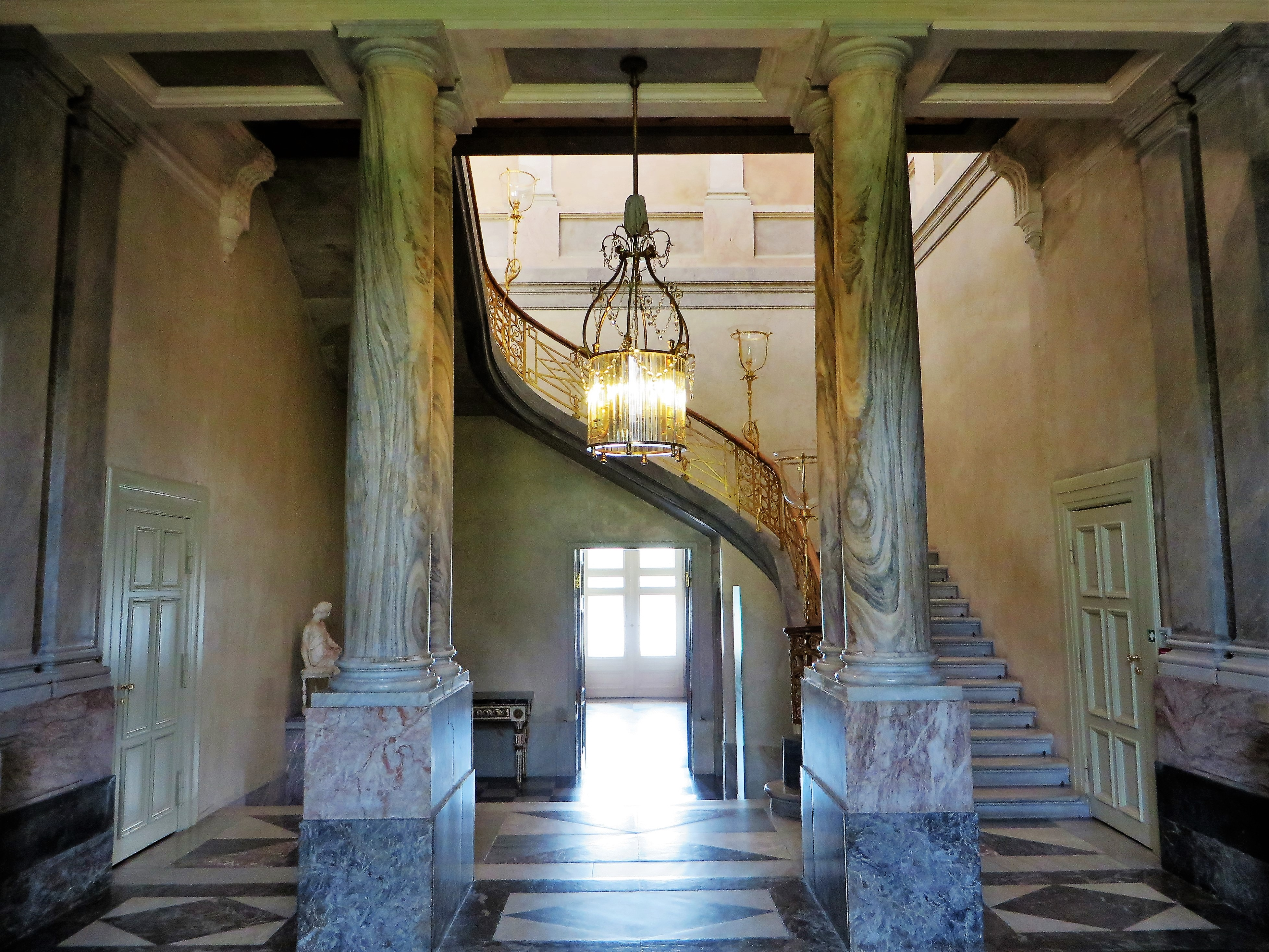
Vestibül
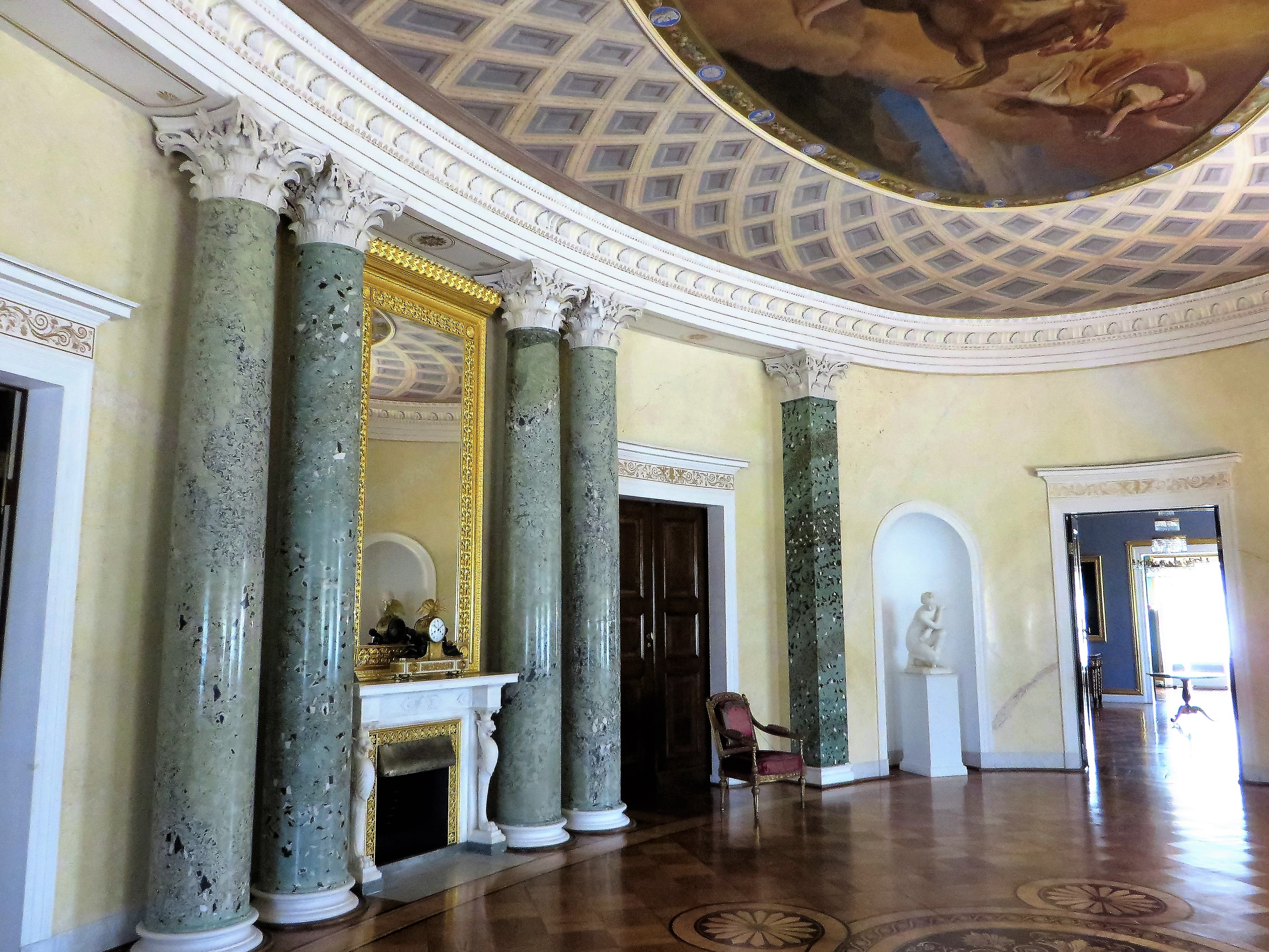
Ovaler Saal (von Langhans)
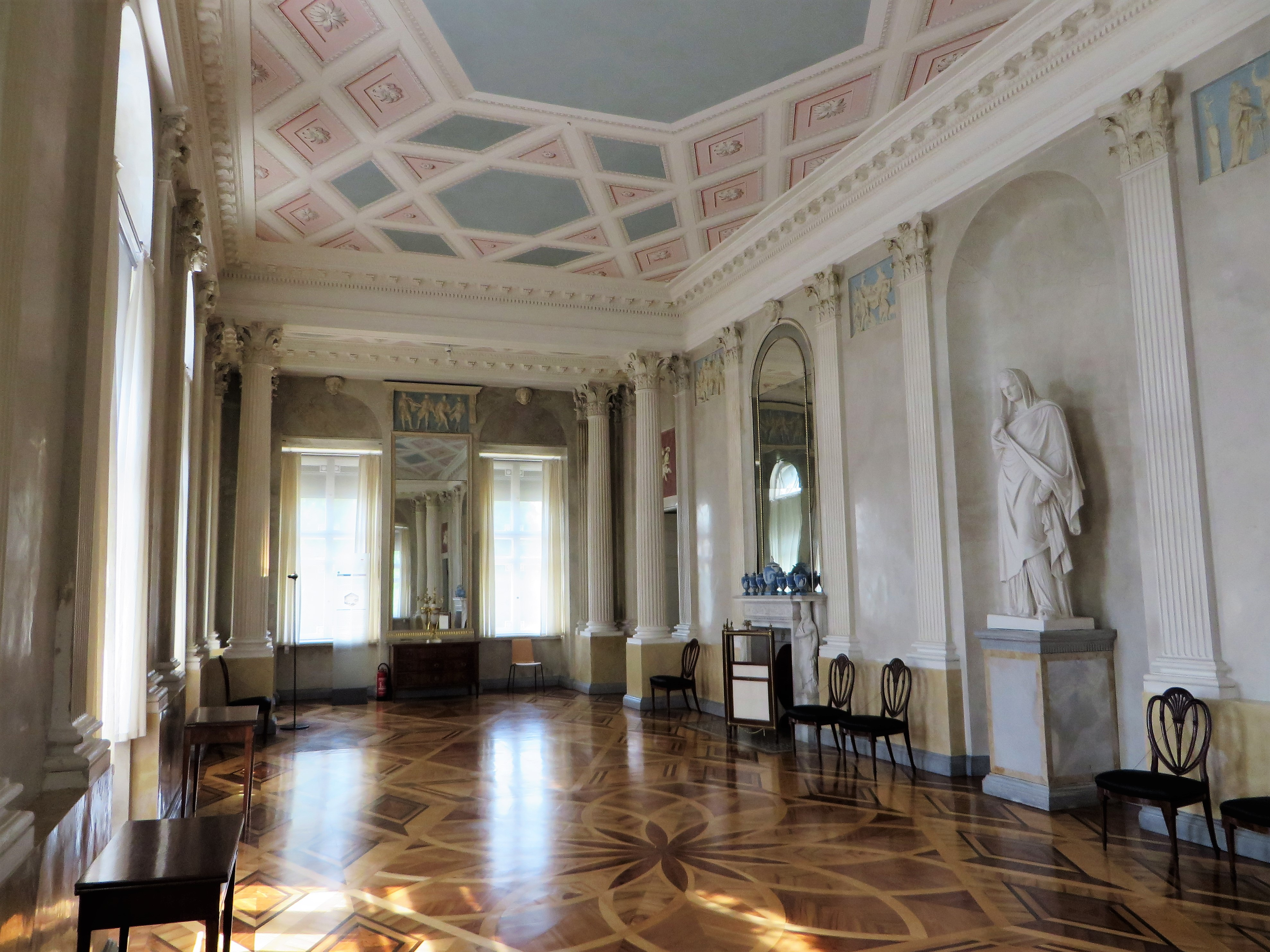
Konzertsaal
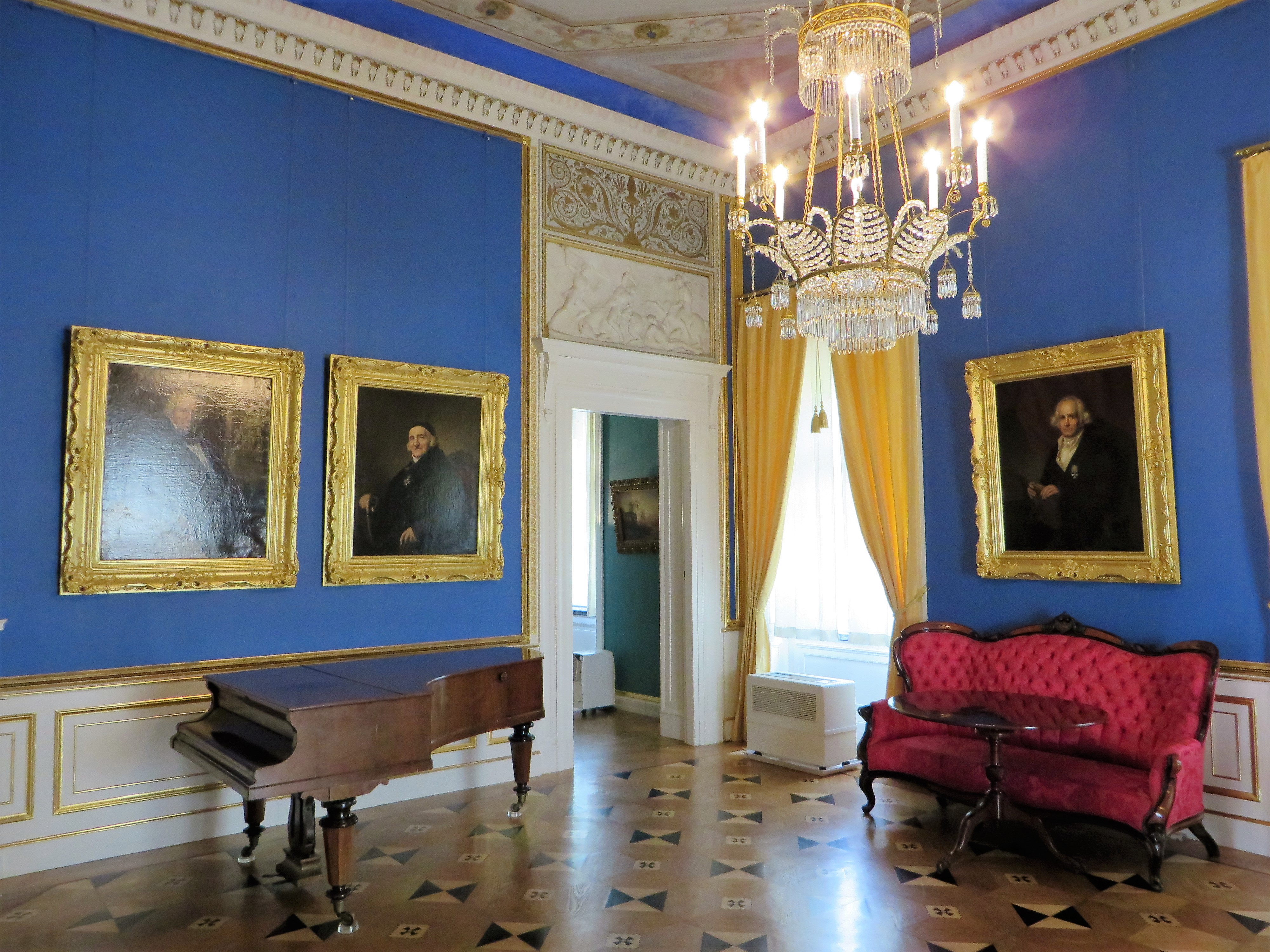
Blaues Zimmer
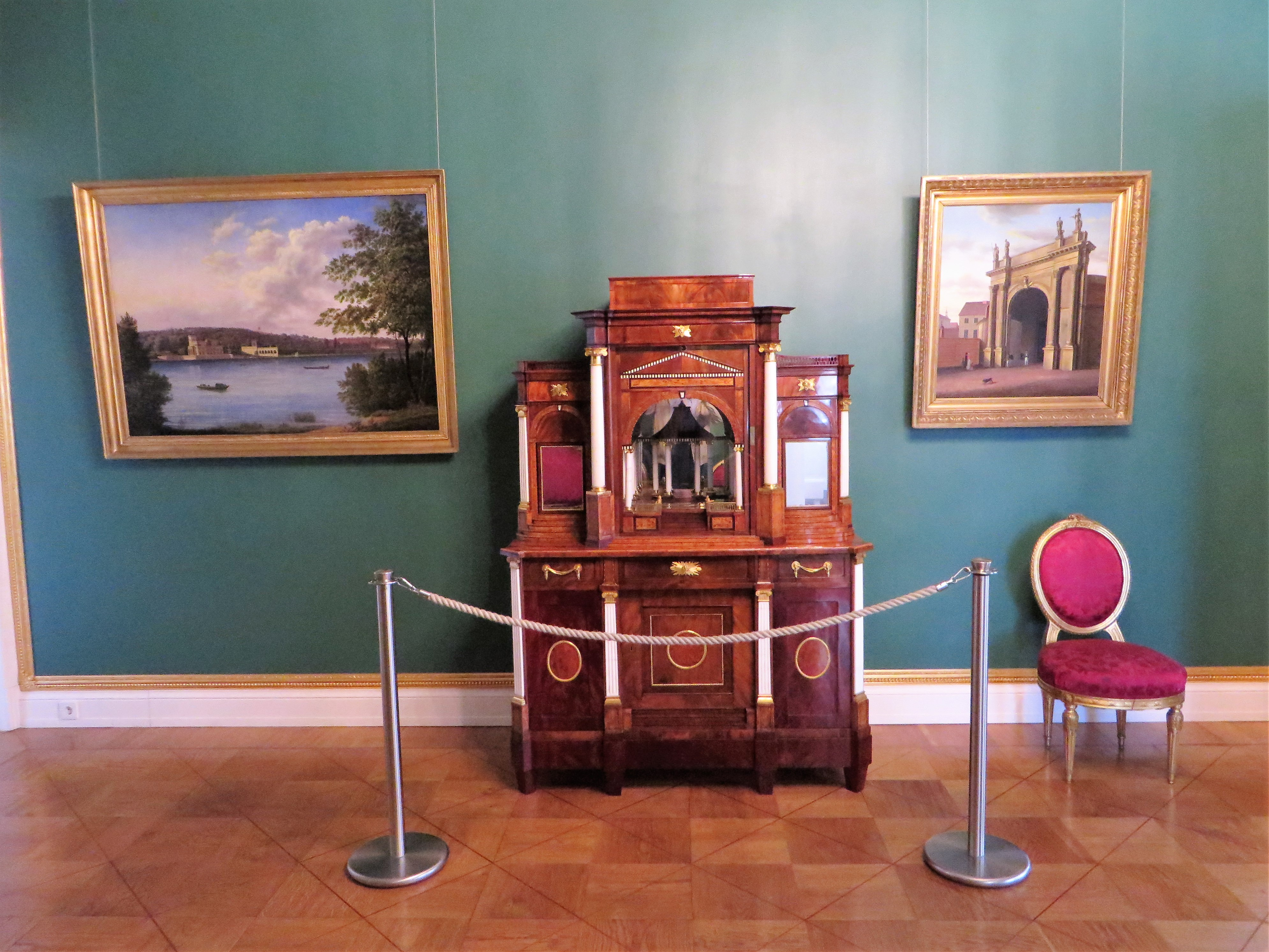
Grünes Wohnzimmer
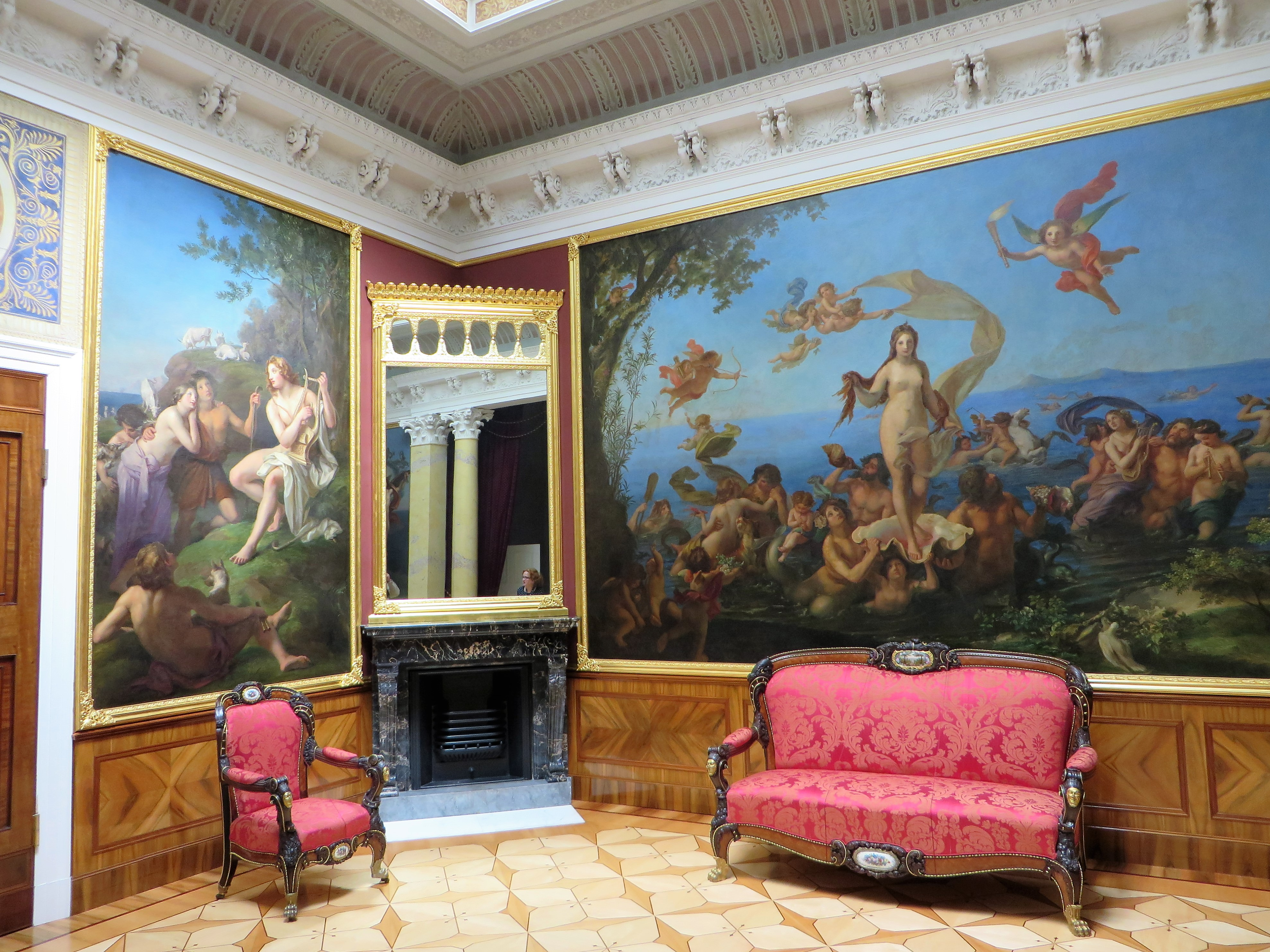
Kloeber-Saal
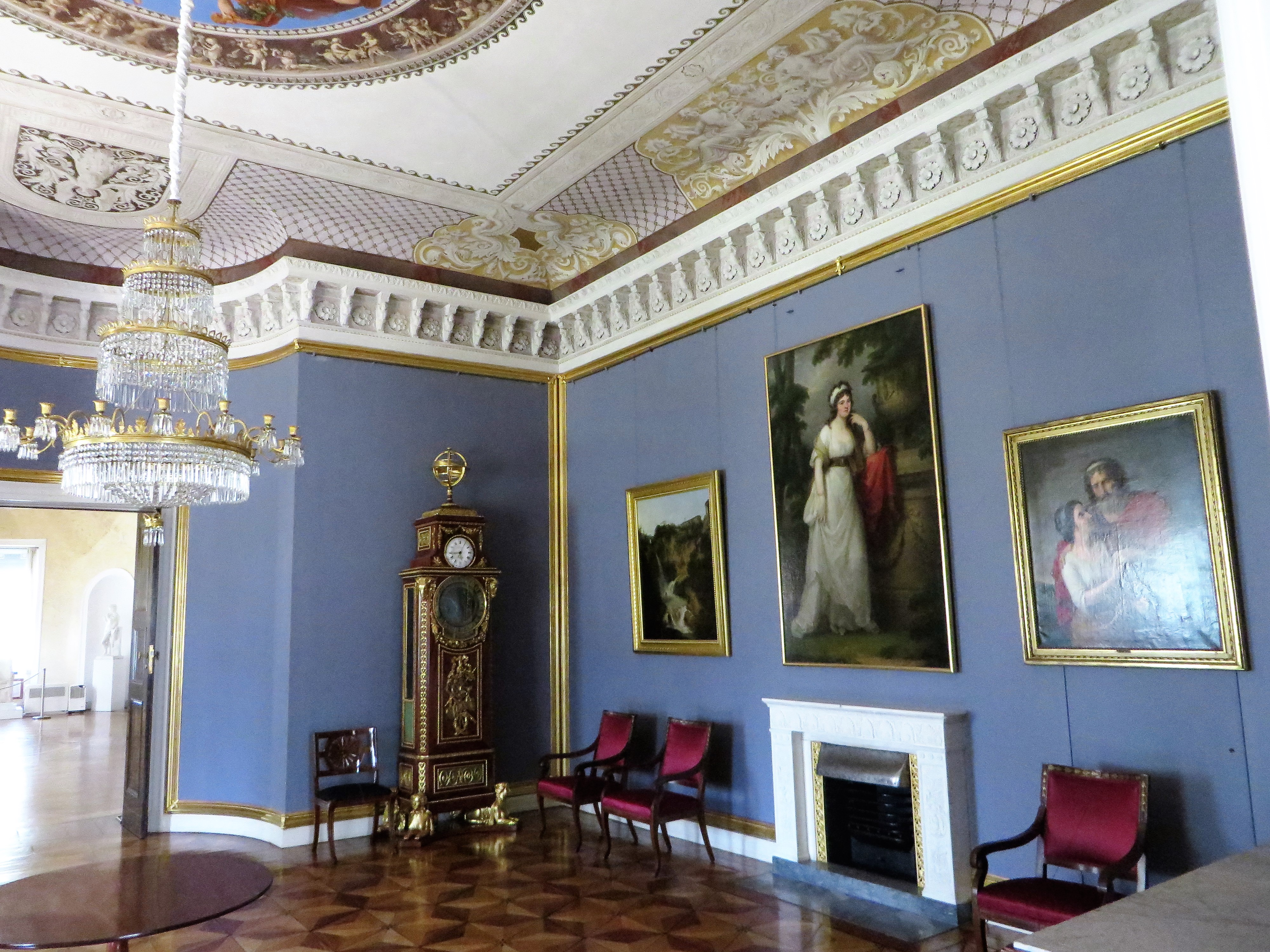
Lila Salon
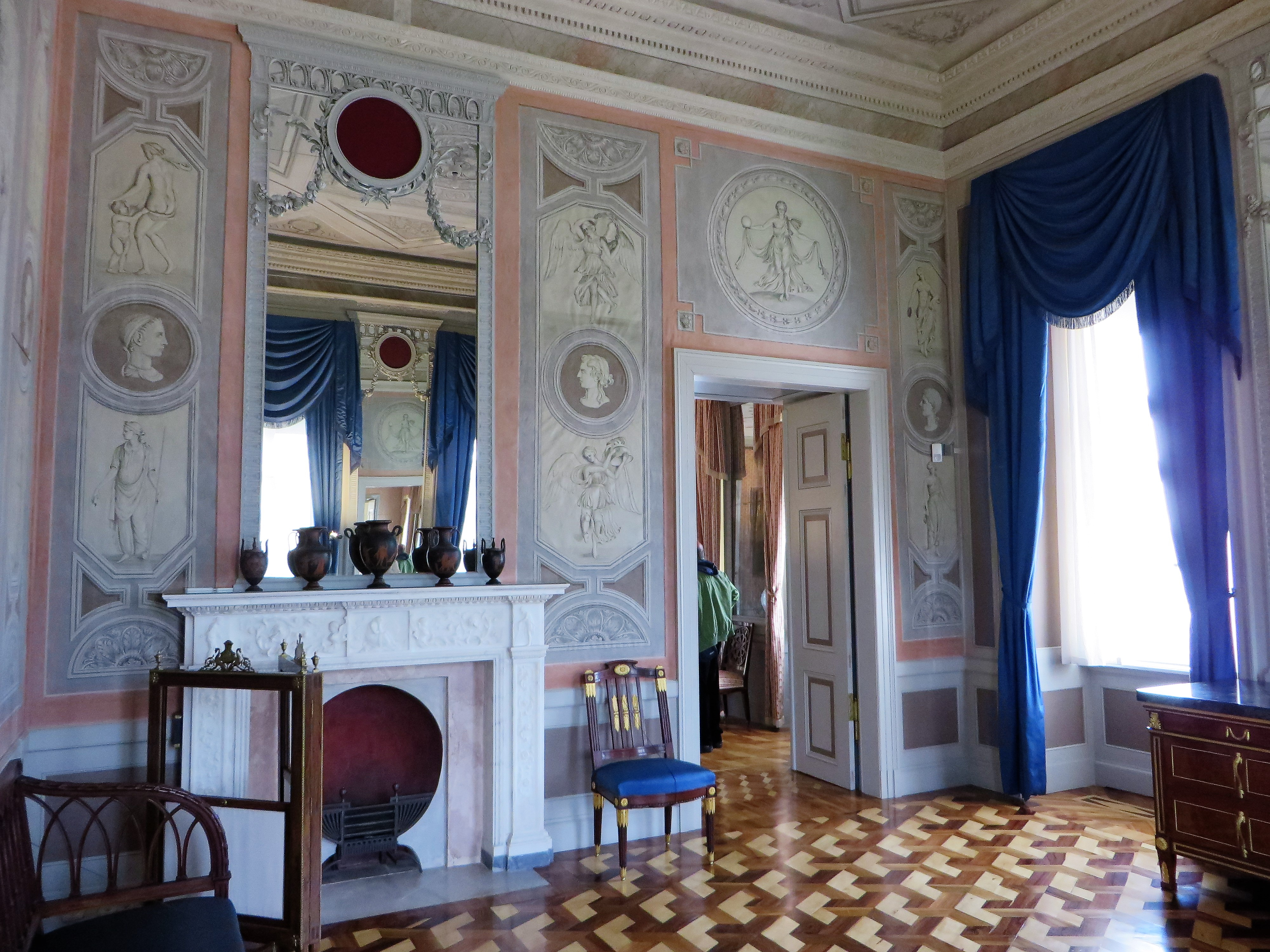
Kammer en Camaieu